# 안양해솔학교
안양해솔학교는 경기도 안양시 만안구 석수동에 있는 공립 특수학교이다. 지적장애 학생을 위한 특수교육기관으로 유치부, 초등부, 중학부, 고등부, 전공과를 두고 있다.

## 연혁
- 2004년 3월 1일 : 개교